# Asociación Iniciadora y Protectora de la Academia Gallega
La Asociación Iniciadora y Protectora de la Academia Gallega fue una asociación fundada con el objetivo de crear una Academia Gallega para promocionar la lengua gallega.

## Historia
Se fundó en junio de 1905 en La Habana (Cuba) por iniciativa de Manuel Curros Enríquez y Xosé Fontenla Leal. En 1917 tenía 433 socios y en 1923 tenía 120 asociados.